# Yasumasa Hane
Yasumasa Hane (羽根 泰正?; Mie, 25 giugno 1944) è un goista giapponese.

## Carriera
Allievo di Toshihiro Shimamura, divenne professionista e raggiunse il nono dan. Durante gli anni 70 è stato uno dei più forti giocatori della zona di Nagoya, suo figlio Naoki Hane è diventato a sua volta professionista.

## Palmarès
| Nazionali | Nazionali                  | Nazionali                                                       |
| Torneo    | Vittorie                   | Finalista                                                       |
| --------- | -------------------------- | --------------------------------------------------------------- |
| Ōza       | 1 (1990)                   | 2 (1989, 1991)                                                  |
| Okan      | 4 (1972, 1978, 1983, 1992) | 10 (1974, 1975, 1979, 1982, 1984, 1986, 1990, 1991, 1993, 1995) |
| Shin-Ei   |                            | 1 (1973)                                                        |
| Totale    | 5                          | 12                                                              |